# Tchevengour
Tchevengour (en russe : Чевенгур) est un roman écrit par Andreï Platonov entre 1926 et 1929, et publié intégralement pour la première fois en URSS en 1988. Refusé par la censure, le livre connut cependant plusieurs publications très fragmentaires, la première fois en avril 1928.
Le héros parcourt l’URSS vers 1925 pour découvrir "le Socialisme réalisé ", et découvre le  village de  Tchevengour, où le Socialisme a été  établi : les "bourgeois " locaux ont été  massacrés,  le commerce et le  travail  sont strictement  interdits. Le soleil doit pourvoir à tous les besoins. Et les villageois  meurent de  faim...

## Accueil
Le roman fut rejeté par la censure soviétique, ce dont Platonov se plaignit à Maxime Gorki, qui lui répondit :

« Vous êtes un homme de talent, c'est sans conteste, et vous avez une langue tout à fait originale. Mais avec toutes ces qualités indiscutables, je ne pense néanmoins pas que vous serez édité. L'obstacle, c'est votre mentalité anarchiste, qui est visiblement une partie consubstantielle de votre esprit. Que vous le vouliez ou non, vous avez donné à votre description de la réalité un caractère lyrico-satirique. Malgré toute votre tendresse pour les hommes, vos personnages sont voilés d'ironie, le lecteur voit moins en eux des révolutionnaires que des toqués, des cinglés. Je n'affirme pas que cela soit fait consciemment, mais c'est ainsi que pense le lecteur, du moins moi, Peut-être me trompé-je. J'ajoute ceci : parmi les responsables de revue actuels, je n'en vois aucun qui serait capable d'apprécier votre roman, à l'exception de Voronski, mais comme vous le savez, il n'est plus aux commandes. »

— Maxime Gorki, Lettre du 18 septembre 1929.

## Édition française
- Andreï Platonov (trad. Louis Martinez, préf. Georges Nivat), Tchevengour, Paris, Robert Laffont, coll. « Connaissance de l'Est », 1996, 428 p. (ISBN 978-2-221-08144-0).
- Andreï Platonov (trad. Cécile Odartchenko, préf. Nikita Struve), Tchevengour, Paris, Ginkgo éditeur, coll. « Lettres d'ailleurs », 2023, 584 p. (ISBN 978-2-84679-491-6).